# Молодіжна збірна Сан-Марино з футболу
Молодіжна збірна Сан-Марино з футболу (італ. Nazionale Under-21 di calcio di San Marino) — національна футбольна команда Сан-Марино гравців віком до 21 року, якою керує Футбольна федерація Сан-Марино і представляє країну на міжнародному рівні.
Молодіжна збірна цієї країни жодного разу не потрапляла до фінальної стадії молодіжного чемпіонату Європи чи світу.

## Виступи на чемпіонатах Європи
| Фінальний раунд | Фінальний раунд         | Фінальний раунд         | Фінальний раунд         | Фінальний раунд         | Фінальний раунд         | Фінальний раунд         | Фінальний раунд         |                         | Кваліфікаційний раунд | Кваліфікаційний раунд | Кваліфікаційний раунд | Кваліфікаційний раунд | Кваліфікаційний раунд | Кваліфікаційний раунд | Кваліфікаційний раунд |
| Рік             | Раунд                   | І                       | В                       | Н                       | П                       | МЗ                      | МП                      | І                       | В                     | Н                     | П                     | МЗ                    | МП                    | Різ                   |                       |
| --------------- | ----------------------- | ----------------------- | ----------------------- | ----------------------- | ----------------------- | ----------------------- | ----------------------- | ----------------------- | --------------------- | --------------------- | --------------------- | --------------------- | --------------------- | --------------------- | --------------------- |
| 1990            | Не пройшли кваліфікацію | Не пройшли кваліфікацію | Не пройшли кваліфікацію | Не пройшли кваліфікацію | Не пройшли кваліфікацію | Не пройшли кваліфікацію | Не пройшли кваліфікацію | Не пройшли кваліфікацію | 4                     | 0                     | 0                     | 4                     | 0                     | 12                    | −12                   |
| 1992            | Не пройшли кваліфікацію | Не пройшли кваліфікацію | Не пройшли кваліфікацію | Не пройшли кваліфікацію | Не пройшли кваліфікацію | Не пройшли кваліфікацію | Не пройшли кваліфікацію | Не пройшли кваліфікацію | 6                     | 0                     | 0                     | 6                     | 0                     | 21                    | −21                   |
| 1994            | Не пройшли кваліфікацію | Не пройшли кваліфікацію | Не пройшли кваліфікацію | Не пройшли кваліфікацію | Не пройшли кваліфікацію | Не пройшли кваліфікацію | Не пройшли кваліфікацію | Не пройшли кваліфікацію | 10                    | 0                     | 0                     | 10                    | 3                     | 40                    | −37                   |
| 1996            | Не пройшли кваліфікацію | Не пройшли кваліфікацію | Не пройшли кваліфікацію | Не пройшли кваліфікацію | Не пройшли кваліфікацію | Не пройшли кваліфікацію | Не пройшли кваліфікацію | Не пройшли кваліфікацію | 8                     | 0                     | 0                     | 8                     | 1                     | 29                    | −28                   |
| 1998            | Не пройшли кваліфікацію | Не пройшли кваліфікацію | Не пройшли кваліфікацію | Не пройшли кваліфікацію | Не пройшли кваліфікацію | Не пройшли кваліфікацію | Не пройшли кваліфікацію | Не пройшли кваліфікацію | 8                     | 0                     | 0                     | 8                     | 2                     | 35                    | −33                   |
| 2000            | Не брали участь         | Не брали участь         | Не брали участь         | Не брали участь         | Не брали участь         | Не брали участь         | Не брали участь         | Не брали участь         |                       |                       |                       |                       |                       |                       |                       |
| 2002            | Не брали участь         | Не брали участь         | Не брали участь         | Не брали участь         | Не брали участь         | Не брали участь         | Не брали участь         | Не брали участь         |                       |                       |                       |                       |                       |                       |                       |
| 2004            | Не пройшли кваліфікацію | Не пройшли кваліфікацію | Не пройшли кваліфікацію | Не пройшли кваліфікацію | Не пройшли кваліфікацію | Не пройшли кваліфікацію | Не пройшли кваліфікацію | Не пройшли кваліфікацію | 8                     | 1                     | 0                     | 7                     | 8                     | 29                    | −21                   |
| 2006            | Не пройшли кваліфікацію | Не пройшли кваліфікацію | Не пройшли кваліфікацію | Не пройшли кваліфікацію | Не пройшли кваліфікацію | Не пройшли кваліфікацію | Не пройшли кваліфікацію | Не пройшли кваліфікацію | 10                    | 0                     | 0                     | 10                    | 4                     | 60                    | −56                   |
| 2007            | Не пройшли кваліфікацію | Не пройшли кваліфікацію | Не пройшли кваліфікацію | Не пройшли кваліфікацію | Не пройшли кваліфікацію | Не пройшли кваліфікацію | Не пройшли кваліфікацію | Не пройшли кваліфікацію | 2                     | 1                     | 0                     | 1                     | 3                     | 4                     | −1                    |
| 2009            | Не пройшли кваліфікацію | Не пройшли кваліфікацію | Не пройшли кваліфікацію | Не пройшли кваліфікацію | Не пройшли кваліфікацію | Не пройшли кваліфікацію | Не пройшли кваліфікацію | Не пройшли кваліфікацію | 8                     | 0                     | 0                     | 8                     | 1                     | 31                    | −30                   |
| 2011            | Не пройшли кваліфікацію | Не пройшли кваліфікацію | Не пройшли кваліфікацію | Не пройшли кваліфікацію | Не пройшли кваліфікацію | Не пройшли кваліфікацію | Не пройшли кваліфікацію | Не пройшли кваліфікацію | 8                     | 0                     | 0                     | 8                     | 0                     | 51                    | −51                   |
| 2013            | Не пройшли кваліфікацію | Не пройшли кваліфікацію | Не пройшли кваліфікацію | Не пройшли кваліфікацію | Не пройшли кваліфікацію | Не пройшли кваліфікацію | Не пройшли кваліфікацію | Не пройшли кваліфікацію | 10                    | 0                     | 1                     | 9                     | 2                     | 34                    | −32                   |
| 2015            | Не пройшли кваліфікацію | Не пройшли кваліфікацію | Не пройшли кваліфікацію | Не пройшли кваліфікацію | Не пройшли кваліфікацію | Не пройшли кваліфікацію | Не пройшли кваліфікацію | Не пройшли кваліфікацію | 10                    | 1                     | 1                     | 8                     | 2                     | 30                    | −28                   |
| 2017            | Не пройшли кваліфікацію | Не пройшли кваліфікацію | Не пройшли кваліфікацію | Не пройшли кваліфікацію | Не пройшли кваліфікацію | Не пройшли кваліфікацію | Не пройшли кваліфікацію | Не пройшли кваліфікацію | 10                    | 0                     | 1                     | 9                     | 1                     | 30                    | −29                   |
| 2019            | Не пройшли кваліфікацію | Не пройшли кваліфікацію | Не пройшли кваліфікацію | Не пройшли кваліфікацію | Не пройшли кваліфікацію | Не пройшли кваліфікацію | Не пройшли кваліфікацію | Не пройшли кваліфікацію | 10                    | 0                     | 0                     | 10                    | 1                     | 29                    | −28                   |
| 2021            | Не пройшли кваліфікацію | Не пройшли кваліфікацію | Не пройшли кваліфікацію | Не пройшли кваліфікацію | Не пройшли кваліфікацію | Не пройшли кваліфікацію | Не пройшли кваліфікацію | Не пройшли кваліфікацію | 10                    | 0                     | 0                     | 10                    | 0                     | 50                    | −50                   |
| 2023            | Не пройшли кваліфікацію | Не пройшли кваліфікацію | Не пройшли кваліфікацію | Не пройшли кваліфікацію | Не пройшли кваліфікацію | Не пройшли кваліфікацію | Не пройшли кваліфікацію | Не пройшли кваліфікацію | 10                    | 0                     | 1                     | 9                     | 0                     | 34                    | −34                   |
| 2025            | Не пройшли кваліфікацію | Не пройшли кваліфікацію | Не пройшли кваліфікацію | Не пройшли кваліфікацію | Не пройшли кваліфікацію | Не пройшли кваліфікацію | Не пройшли кваліфікацію | Не пройшли кваліфікацію | 10                    | 0                     | 0                     | 10                    | 1                     | 51                    | −50                   |
| Разом           | 0/19                    |                         |                         |                         |                         |                         |                         |                         | 142                   | 3                     | 4                     | 135                   | 29                    | 569                   | –540                  |